# Irmstett
Irmstett est une ancienne commune française du Bas-Rhin, associée à Scharrachbergheim  depuis 1975.

## Géographie
Séparé de Scharrachbergheim par la Mossig qui s'écoule vers le sud et par la route départementale 422 qui relie Molsheim à Saverne, le village d'Irmstett se trouve en contrebas du Scharrachberg (316 mètres), sur le versant est du Krummberg (265 mètres), en contrebas des vignobles du grand cru Altenberg de Bergbieten, qui marquent le début des collines sous-vosgiennes à l'ouest de l'agglomération strasbourgeoise distante d'une vingtaine de kilomètres.
Marquée par la route départementale 422 à grande circulation, la commune se trouve entre Marlenheim à 6,5 kilomètres, Molsheim à 8 kilomètres et l'accès à la RD 1004 à près de 5 kilomètres. La commune était jadis desservie par la ligne ferroviaire Molsheim-Saverne avec une gare à Scharrachberheim mais cette voie, désaffectée en 1965 et déposée depuis, a été valorisée en piste cyclable. Le réseau de transports collectifs par bus « Réseau 67 », géré par le conseil départemental du Bas-Rhin, dessert le village sur la ligne 235 pour Irmstett et les lignes 912 et 240 pour Scharrachbergheim.
Le paysage est dominé par les vignes sur les pentes du Scharrachberg ainsi que sur celles de l'Amberg et du Krummberg, justifiant l'appellation du secteur « Porte du Vignoble ». Le grand cru engelberg en est sans doute un des meilleurs représentants.Les communes limitrophes sont Dahlenheim au sud-est, Soultz-les-Bains au sud, Bergbieten au sud-ouest, Traenheim à l'ouest et Odratzheim au nord-ouest.

## Histoire
La fondation légendaire du village est attribuée aux Francs. En 496, ils construisirent château et colonges et érigèrent le “Palais Royal” sur le site de Kirchheim. Dagobert II, qui vécut vers 674, avait une fille du nom d’Irmina. Elle serait la fondatrice d’Irmstett. D’après la légende, la pieuse Irmina venait souvent se recueillir dans une grande forêt de chênes où elle fit ériger une petite chapelle. On donna à ce lieu le nom d’Irminastätte” autour duquel grandit un petit village appelé d’abord Irmina Stätte et plus tard Irmstett.
L’origine d’Irmstett semblerait remonter à l’époque celte. Un chemin celte passait dans la vallée de la Mossig. L’actuel “Allmendweg” en serait encore une partie. Quant au “Sauerbrunnen”, source salée à 200 m au Sud du village, il aurait été un lieu de culte celte. Aujourd’hui, la croix qui se trouve à côté du “Sauerbrunnen” rappelle cet ancien site. Ce crucifix est connu, dans la région sous le nom de “De dirre Herrgott”, le “Christ décharné” autour duquel on construisit une chapelle.
Une légende concernant ce crucifix raconte que lors de l’invasion suédoise (1618-1648), durant laquelle toute l’Alsace fut mise à sac, un lansquenet suédois aperçut une jeune fille qu’il voulut rattraper. Cette dernière s’enfuit en direction du “Sauerbrunnen” et se cacha dans les roseaux qui l’entouraient. Elle fit le vœu de faire ériger une croix à cet endroit, si elle échappait au soldat. Elle tint promesse et fit don d’une croix en bois.
Le Sauerbrunnen devint alors un lieu de pèlerinage pour la population des environs. On lui reconnut des pouvoirs de guérison, notamment de la tuberculose et on lui donna le nom de Ulrichsbrunnen.
Irmstett est d’abord propriété royale du palais de Kirchheim. Le village appartient ensuite aux seigneurs d’Ochsenstein, puis par mariage et héritage successifs, aux seigneurs de Bitche-Deux Ponts, puis aux comtes de Hanau Lichtenberg. Le village avec son ban sera donné en fief à des familles nobles de petite condition. Les noms des chevaliers de Balbronn, de Ramstein, les Böcklin de Böcklinsau, les Beger de Geispolsheim y apparaissent. Jusqu’à la révolution française en 1789, Irmstett appartenait au Comté de Hanau-Lichtenberg et fut ensuite intégré au département du Bas-Rhin. En 1791, Irmstett comptait 185 habitants, 142 catholiques et 43 protestants.
Le premier conflit mondial a fait perdre six de ses fils à Irmstett tandis que le second a fait trois victimes parmi les incorporés de force dans l'armée allemande.
Le 1er janvier 1975, la commune d'Irmstett est rattachée sous le régime de la fusion-association à celle de Scharrachbergheim  qui devient Scharrachbergheim-Irmstett.

## Héraldique
| Blason de Irmstett | Blason  | De gueules au bouc cabré d’argent. |
| Blason de Irmstett | Détails |                                    |

## Politique et administration
À la suite de la fusion des communes de Scharrachbergheim et d'Irmstett le 1er janvier 1975, le maire de Scharrachbergheim devient le maire de Scharrachbergheim-Irmstett et celui d'Irmstett devient maire délégué.
| Période                                  | Période | Identité                         | Étiquette | Qualité |
| ---------------------------------------- | ------- | -------------------------------- | --------- | ------- |
| ?                                        | 1797    | Michel Clauss                    |           |         |
| 1797                                     | 1797    | Michel Krauss                    |           |         |
| 1798                                     | 1804    | Jean Adam Merkel                 |           |         |
| 1804                                     | 1805    | Florent Colin                    |           |         |
| 1805                                     | 1813    | Conrad Salomon                   |           |         |
| 1813                                     | 1864    | François-Joseph Niderbihl (père) |           |         |
| 1865                                     | 1871    | François-Joseph Niderbihl (fils) |           |         |
| 1871                                     | 1873    | Antoine Agram                    |           |         |
| 1873                                     | 1908    | Jacques Salomon                  |           |         |
| 1908                                     | 1916    | Florent Heim                     |           |         |
| 1916                                     | 1934    | Alphonse Salomon                 |           |         |
| 1934                                     | 1937    | Joseph Niederst                  |           |         |
| 1937                                     | 1974    | Xavier Salomon                   |           |         |
| Les données manquantes sont à compléter. |         |                                  |           |         |

| Période                                  | Période  | Identité        | Étiquette | Qualité |
| ---------------------------------------- | -------- | --------------- | --------- | ------- |
| 1975                                     | 1977     | Xavier Salomon  |           |         |
| 1977                                     | 1983     | Joseph Droesch  |           |         |
| 1983                                     | 1989     | André Velten    |           |         |
| 1989                                     | 2001     | Marcel Salomon  |           |         |
| 2001                                     | 2008     | Alain Riedel    |           |         |
| 2008                                     | 2014     | Sylvie Thole    |           |         |
| 2014                                     | 2020     | Yolande Sommer  |           |         |
| 2020                                     | En cours | Jean-Marc Mahon |           |         |
| Les données manquantes sont à compléter. |          |                 |           |         |

## Démographie
| 1911 | 1921 | 1926 | 1931 | 1936 | 1946 | 1954 | 1962 | 1968 |
| ---- | ---- | ---- | ---- | ---- | ---- | ---- | ---- | ---- |
| 143  | 115  | 113  | 116  | 121  | 152  | 134  | 114  | 121  |